# Grevens Fejde
Grevens Fejde var en borgerkrig i Danmark i 1534-1536. Den foregik under reformationsoprøret. Ved borgerkrigens afslutning indførtes Reformationen i Danmark. Krigen brød ud i 1534, da hansestaden Lübeck efter kong Frederik 1.'s død søgte at øge sin magt i Norden ved at genindsætte Christian 2. på tronen. Det medførte flere bonde- og borgeroprør, da Christian 2. nød stor støtte blandt almuen i Danmark. Blandt andre støttede København og Malmø den tidligere konge. Sit navn fik fejden efter Grev Christoffer af Oldenburg, som anførte Lübecks styrker.
På den modsatte side stod den danske adel og den højere præstestand. De ønskede ikke Christian 2. genindsat på tronen og støttede Frederik 1.'s søn Hertug Christian (3.). Borgerkrigen endte i 1536 med sejr til Christian 3. og adelsvældet, som gik styrket ud af konflikten.

## Baggrund
Danmark var ved 1500-tallets begyndelse et lenssamfund, hvor kongemagten, bisperne og adelen som samfundets øverste klasser kæmpede om magten over samfundet. Mens regnskabslenet var fordelagtigt for kongen, der kunne kræve, at lensmanden aflagde regnskab for afholdte indtægter og udgifter, var afgiftslenet, hvor lensmanden betalte en fast sum for at "tjene kongen", fordelagtigt for adelen. Kirkens stilling var udfordret, idet der indtrådte en bølge af reformisme i hele Nordeuropa i form af ikke blot Martin Luthers protestantisme men også reformistisk katolicisme. Denne sidstnævnte form for reformisme vakte interesse hos den daværende danske konge Christian 2., hvilket var noget, som vakte modvilje blandt de katolske biskopper i landet. Eftersom flere af biskopperne tilhørte de mægtigste adelsslægter i Danmark, vakte kongens holdning modvilje indenfor aristokratiet, ligesom det faktum, at Christian II stræbte efter en styrkelse af den kongelige centralmagt med støtte fra borgerlige embedsmænd. Desuden blev Christian 2. upopulær blandt de herskende klasser, fordi han gennemførte nogle love, som forbedrede bøndernes retsstilling. Adelen og det højere præsteskab, prælaterne, udråbte derfor i slutningen af marts 1523 kongens onkel, Frederik I, til konge, og Christian flygtede til Nederlandene. Ved kongens kroning deklareredes, at prædikener af kættere eller "Luthers disciple" mod den romerske kirkemagt ikke ville blive tolereret.
Udnævnelsen af Frederik I førte til flere uroligheder. Den svenske konge, Gustav Vasa, som var flygtet fra Kalø Slot og forsøgte at udnytte den svenske adels hævnlyst mod danskerne efter Det Stockholmske Blodbad ved at foretage en invasion i de danske provinser samtidig med, at købstæderne Malmø og København fortsat støttede Christian II og blev belejret af den nyvalgte danske konges styrker. De to stæder kapitulerede i begyndelsen af 1524, og den 1. september samme år blev der indgået en aftale mellem Frederik I og Gustav Vasa i Malmø, som indebar, at de svenske styrker trak sig tilbage fra Blekinge men samtidig fastslog, at Sverige skulle beholde Bohuslän indtil videre. Dele af den danske almue, borgerne og bønderne, havde stadig tillid til Christian IIs politik og flere bondeoprør brød ud på landet. Lensmanden på Visborg Slot på Gotland, Søren Norby, som støttede Christian II, benyttede lejligheden til at sende tropper som støtte til oprørerne. Tyge Krabbe, som af Frederik I var blevet udnævnt til lensmand på Helsingborg slot, mødte oprørshæren, men blev tvunget til at trække sig tilbage. Norby belejrede derefter slottet, men samtidig formåede en flåde fra Lübeck at afskære dennes forsyningslinjer fra Gotland, og forstærkninger fra Sjælland blev sejlet over til Malmø. De nye styrker under Johan Rantzau blev forenet med Tyge Krabbes, og den 28. april 1525 blev Norby besejret uden for Lund i et slag, som udviklede sig til en ren massakre på bondehæren. Søren Norby trak sig tilbage til Landskrona, hvor han til sidst kapitulerede. Under Frederik Is fortsatte styre fik højadelen sammen med hansestaden Lübeck stadig større privilegier, hvilket forstærkede deres støtte til kongemagten.
I august 1526 konverterede Frederik I, som længe havde haft sympatier for reformkatolicismen, til lutherdommen. Det danske præsteskab måtte derefter gøre mange indrømmelser, og flere biskopper, som indsattes, fik forbud mod at søge indvielse i Rom. Evangeliske prædikanter fik tilladelse til at prædike overalt, og flere frie forsamlinger oprettedes i de danske købstæder under kongens beskyttelse. I Malmø fik forsamlingerne støtte af borgmestrene Jørgen Kock og Jep Nielsen. I 1528 blev oprettet et evangelisk bogtrykkeri i staden, og Jørgen Kock fik kongens tilladelse til at tage både gråbrødreklostret og sortebrødreklostret i besiddelse som stadens rådhus og sygehus. Flere andre klostre tømtes rundt om i ærkestiftet omkring 1530, og det var kun domkapitlet i Lund, som bød modstand; klostrene i staden nedlagdes først efter afslutningen på grevefejden i 1536.
I efteråret 1531 gik Christian II i land med en nederlandsk ekspeditionsstyrke i Norge med det mål at genvinde magten i Norden. Som modtræk indgik Frederik I og Rigsrådet en aftale med Lübeck og efter en række krigshandlinger tilbød den danske hærledelse Christian frit lejde til at indgå i forhandlinger. Efter pres fra den lybske alliancepartner brød Frederik I aftalen og Christian blev fængslet på Sønderborg slot på Als. Lübecks mål med aftalen var, at nederlandske købmænd skulle lukkes ude fra Østersøen. De danske og svenske riger var imidlertid ikke særligt villige til at støtte dette, men udvidede efter fængslingen af Christian i stedet deres samarbejde med Nederlandene.

## Optakten
Da Kong Frederik 1. døde på Gottorp Slot den 10. april 1533, udløstes en række latente modsætninger, som havde præget Danmark i de foregående år. Kongemagten havde siden Christian 1. arbejdet på at styrke borgerskabet økonomisk gennem handelsmonopoler, der til gengæld sikrede kongerne stigende told og afgifter.. Desuden havde striden mellem den katolske og den reformerte lære delt befolkningen i to lejre, spørgsmålet om tronfølgen stod åbent, og Danmarks forhold til Norge og Hertugdømmerne var meget løst og svagt.
I juni samledes en herredag i København for at skaffe landet en konge. Valget stod mellem Frederik 1.s to sønner: Hertug Christian, der var positivt stemt overfor protestantismen, og den 12-årige Hertug Hans, som den katolsksindede adel ønskede på tronen. Da ingen af de to partier kunne tvinge sin kandidat igennem, enedes de om at udsætte valget til den følgende sommer, angiveligt for at få nordmændenes støtte. Flere protestantiske adelsmænd, ledet af Mogens Gjøe, som arbejdede for valget af Hertug Christian af Holsten, forlod herredagen i protest. Resultatet af mødet var således magert, selv om det lykkedes at slutte et gensidigt forsvarsforbund, en "union" med hertugdømmerne, og de ydre forhold var fortsat meget truende. I praksis havde Rigsrådet taget magten ved et statskup. Flere af rådets medlemmer nægtede at støtte magtovertagelsen, og kun 23 af herredagens 37 deltagere beseglede recessen. I religiøs henseende benyttede katolikkerne i Rigsrådet, ledet af bisperne, deres overmagt til at gennemføre en reces, der blandt andet lagde udnævnelsen af præsterne i bispernes hånd, hvorved de søgte at sætte en grænse for den lutherske læres udbredelse. Indenfor den nye midlertidige regering var det de konservative blandt prælaterne og adelen, som snart fik overmagten og benyttede situationen til at virke for, at hele den danske kirkeordning skulle føres tilbage under pavestolen i Rom. Ærkebiskop Torben Bille erklærede sammen med domkapitlet i Lund de evangeliske prædikanter som kættere, bandlyste dem og gjorde dem fredløse. De fleste prædikanter måtte nu flygte, men i Malmø nød de bystyrets beskyttelse.

## Lübeck starter krigen
Den væsentligste trussel mod Danmark kom fra Lübeck, hvor lederen af folkepartiet, købmanden Jørgen Wullenwever, der var blevet borgmester i marts 1533, havde planer om at bringe Hansestaden tilbage til dens gamle magtposition. Foreløbig ønskede han dog hertug Christian på tronen, men da alle de forsøg, som han, Mogens Gjøe og Malmøs borgmester Jørgen Kock foretog for at overtale hertugen til at modtage kronen, slog fejl, fordi Christian ikke ville modtage kronen uden støtte fra en stor del af adelen, ændrede han mening og støttede den af Jørgen Kock udkastede plan om at befri Christian II og sætte ham på tronen.
Lübeck havde, blandt andet på foranledning af Jørgen Wullenwever, i marts 1533 samlet sine styrker med henblik på et angreb mod Nederlandene. I og med Frederik Is død blev dette imidlertid lagt på is, og man forsøgte atter fra Lübecks side at overtale de nordiske riger til at udelukke hollænderne fra handel i Østersøen. Da dette heller ikke denne gang lykkedes, ændrede man kurs og forsøgte at udnytte den urolige situation i Danmark til at genindsætte den blandt almuen folkekære Christian II som konge over et nordisk rige, som reelt skulle styres fra Lübeck. Den pressede situation, som reformationens tilhængere levede under, bevirkede, at Malmøs borgmester Jørgen Kock fulgte udviklingen med stor interesse og han gik, sammen med Københavns borgmester Ambrosius Bogbinder, i alliance med lybekkerne. Som leder for de lybske hærstyrker blev udpeget Grev Christoffer af Oldenburg, hvis titel senere lagde navn til borgerkrigen. Selv om Christoffers formelle anledning til at lede alliancen var en genindsættelse af Christian II på Danmarks trone, er det muligt, at Christoffers egen motivation var selv at overtage den danske krone. Påfaldende er det nemlig, at det blev aftalt i traktaten, at hvis det lykkedes at befri kongen fra Sønderborg, skulle han overgives til lybeckerne.[kilde mangler]

## Grevens fremstød
Grev Christofer foretog i maj 1534 et skinangreb på Holsten (som dog hurtigt blev standset af Johan Rantzau) med trussel om et angreb ind i det sydlige Jylland, hvilket fik det danske rigsråd til at reagere. Den jyske adel udpegede den 4. juni samme år hertug Christian til ny konge, og for at styrke forsvaret af Danmarks vestlige dele fragtede Rigsrådet ryttere over fra Skåne. Dette udnyttede Jørgen Kock til at lade Malmøs porte lukke. Et gruppe af stadens borgere indtog Malmøhus slot, og lensmanden blev taget til fange. Straks efter gik grev Christoffer om bord på en lybsk flåde og landede den 22. juni 1534 ved Hvidøre. Københavns magistrat svarede på opfordringen til at slutte sig til ham på Christian IIs vegne, at de gerne ville se den gamle konge fri først. Imidlertid var Sjælland uden militært forsvar og både Roskilde og Køge overgav sig til greven. Da hæren kun mødte svag modstand og nedbrændte flere godser på sin fremfærd, overgav mange adelige sig ligeledes i håb om at bevare deres ejendomme. I juli 1534 blev Christoffer hyldet som rigsforstander af det sjællandske landsting i Ringsted, og måneden efter, den 10. august 1534 svor den skånske adel på Sankt Libers høj, efter forhandlinger ført af Jørgen Kock, sin troskab til Christoffer på Christian IIs vegne. På seks uger var greven blevet herre over Østdanmark, som han styrede som gubernator (guvernør) i Christian 2.s navn. På Fyn havde en hær, organiseret af adelige, nedkæmpet et oprør og foretaget en massakre på borgere og bønder i Nyborg. Derfor blev greven modtaget som befrier i Svendborg, da hans hær efter en relativ hurtig fremrykning nåede hertil i august. Grevens hær havde således fuld kontrol over Skåne, Sjælland og Fyn i september 1534.

## Adelens modtræk
Mogens Gjøe havde under grevens fremmarch fået samlet en herredag i Ry, hvor hertug Christian blev valgt til konge og modtog kronen den 4. juli 1534. Bisperne gjorde endnu engang indsigelse mod valget af "en lutheraner", men med lavadelens støtte lykkedes det at samle et flertal for valget af kongen. I Hjallese på Fyn samledes 19 fynske adelige, blandt dem biskop Knud Gyldenstierne, som den 9. juli 1534 erklærede sig enige med den jyske adel og gav Johan Friis til Hesselagergård fuldmagt til at slutte sig opbakningen bag hertugen. Den 18. august lod Christian sig hylde som konge uden for Horsens under navnet Christian 3.

## Skipper Klement
Den 14. september anløb Skipper Clement Aalborg med sit "kaperskib". Han var stadig Christian II's erklærede støtte, selv om der er kilder, som anfører, at han arbejdede for den svenske konges interesser. Clement indtog Aalborg, og fik tilslutning fra en "bondehær", som i løbet af en måned fik kontrol over Nørrejylland, Vendsyssel og Thy. Da kongen var i kamp i Holsten, blev det overladt Mogens Gjøe at samle sine allierede i Aarhus for at skabe en hær, der kunne standse Skipper Clements fremrykning. Den jyske adel samlede en hær, som skulle bekæmpe bønderne, men den led nederlag i Slaget ved Svenstrup den 16. oktober 1534, hvorefter opstanden bredte sig over hele Jylland med undtagelse af østsiden syd for Gudenåen. Et stort antal herregårde blev afbrændt i det nordlige- og vestlige Jylland.

## Fejden vender
Til trods for sin hurtige fremrykning, viste det sig kort efter, at den brogede lübske alliance, som bestod af konservative præster, evangeliske borgere og katolske adelsmænd sammen med det radikale lübske bystyre, fik stadigt vanskeligere ved at holde sammen. Lübeck havde i løbet af fejden kontaktet hertug Albrecht af Mecklenburg, der var gift med Christian IIs søsterdatter, for at få yderligere støtte og til gengæld tilbød ham den danske krone, hvilket grev Christoffer skarpt vendte sig imod. Den danske del af alliancen oplevede på sin side at have stadig mindre indflydelse, og den danske befolkning, både borgerskabet og klostre og sognekirker, oplevede at blive plaget med ekstraskatter for at finansiere krigen. Prælaterne og højadelen blev desuden tvunget til at yde store lån til Lübeck. Men samtidig med disse indre spændinger var der også ydre begivenheder, som medvirkede til at ændre krigens videre forløb.

## Kampe i Skåneland
Gustav Vasa, som ikke ville se Christian II genindsat på Danmarks trone, sendte en hær, som trængte ind i Skåne ved Loshult, og hærgede, brændte og myrdede i hele Gønge-egnen under sin fremrykning mod Væ, og i oktober 1534 ankom en svensk styrke under ledelse af Lars Siggesson Sparre til Halland, hvor Halmstad blev erobret og Varberg Fæstning belejret. En mecklenburgsk hær under grev Johan af Hoya ankom kort efter til Skåne for at forsvare den skånske grænse mod Sverige, og sammen med lybske tropper og borgere fra Malmø og Landskrone drog man ind i Halland. Flere af Skånelandskabernes adel og prælater, som havde været blandt dem, som svor troskab til grev Christoffer i 1534, var utilfredse over de tyske invasioner, og en hærstyrke bestående af adelstropper blev samlet ved Ängelholm, hvorefter de tog kontakt til den svenske hær. I fællesskab blev man i begyndelsen af 1535 enige om at støtte hertug Christian.
Johan af Hoyas styrke formåede ikke at indtage Halmstad og rykkede derfor sydover mod Helsingborg med den svenske hær efter sig. Også den skånelandske styrke, som var marcheret mod Væ, rykkede mod Helsingborg. Johan af Hoyas borgerhær, som blev ledet af Markus Meyer og Jørgen Kock, tog kontakt med lensherren, Tyge Krabbe, for at forsikre sig om dennes loyalitet og at de kunne regne med støtte fra slottets kanoner. Da de anså sig tilfredse med svaret, at Krabbe stod "på de forbundnes side", tog de opstilling uden for slottets mure i afventen på den svensk støttede adelshær. Da adelshæren nærmede sig slottet om morgenen den 13. januar åbnede slottets kanoner ild, men salverne slog ned midt blandt borgerhæren, idet Krabbe i hemmelighed havde allieret sig med sine adelsfrænder. Dette førte til stor panik i borgerhæren, som snart grundigt kunne besejres. Jørgen Kock formåede dog at redde sig fra nedslagtningen ved at sejle over sundet i en robåd. Tyge Krabbe overlod slottet til svenskerne, som satte ild på Helsingborg og lagde byen i aske. Med undtagelse af Malmø, der forsvaredes af Jørgen Kock, Landskrone og Varberg, hvor den lybske anfører Marcus Mejer ved hjælp af grevetro lejeknægte var blevet herre, var de skånske områder nu atter underlagte Danmarks konge. Til gengæld for den skånske adels frafald lod de to grever foretage en formelig adelsjagt på Sjælland og Fyn: borgene gik op i luer, og en mængde adelsmænd førtes som fanger til Mecklenburg.

## Krigen i Jylland
På samme tid, hvor begivenhederne havde vendt stillingen i øst, havde en tilsvarende udvikling fundet sted i vest.
I november 1534 lykkedes det for Christian III at få sluttet fred mellem hertugdømmerne og Lübeck, hvorved han fik friere hænder. I ilmarch lod han nu sin feltherre Johan Rantzau drage mod nord, og den 18. december stod hæren foran Aalborg, som blev erobret med storm. Mindst 2.000 menes at have mistet livet under stormen og de næste dages plyndringer. Skipper Clement selv undslap hårdt såret, men blev nogle dage senere genkendt af en bonde i Storvorde øst for Aalborg og udleveret til Rantzau. På en måned var Jylland blevet vundet, og oprørerne straffedes strengt. Skipper Clement og hovedmændene blev dømt til døden ved rettertinget i Viborg og henrettet 1536, bønderne i de oprørske sysler dømtes fra liv og gods og fik kun kongens nåde ved at betale store bøder og tage deres gårde til fæste af kronen.

## Christian 3. hyldes
Den 8. marts 1535 blev Christian III hyldet af alle stænder på Viborg Landsting, og samtidig sendtes nogle fodfolkssoldater mod Malmø. Med resten af hæren gik Johan Rantzau i al stilhed fra Als over til Fyn, hvis ringe besætning måtte indeslutte sig i Assens, og da greven af Hoya forsøgte at overrumple de kongelige tropper, led han et stort nederlag i slaget ved Øksnebjerg den 11. juni 1535. Han selv faldt i kampen, og næsten halvdelen af hans hær blev taget til fange, blandt dem Gustav Trolle, fordum ærkebiskop i Uppsala. Den 3. juli 1535 blev Christian hyldet i Odense. I mellemtiden fik Christian III også hjælp af sin svoger hertug Albrecht af Preussen. En forenet dansk-svensk-preussisk flåde under ledelse af Peder Skram havde formået at jage den lybske hovedflåde ind til København og efter Øksnebjerg-slaget formåede man at overvinde en anden flådeafdeling i Svendborgsund, hvilket skulle vise sig at være et tab, Lybeckerne ikke kunne forvinde.
Flere fremgange fulgte for hertug Christian i sommeren 1535. Den lybske flåde blev besejret af en dansk-svensk flåde ud for Bornholm den 9. juni. Denne begivenhed havde den betydning, at de belejrede byer nu også kunne blokeres fra søsiden, og ligeledes, at Christian IIIs tropper kunne overføres til Sjælland.
Efter at Fyn var blevet genvundet og hårdt straffet, drog Christian III med hæren over til Sjælland og begyndte at belejre København i juli 1535. Byen indesluttedes til lands fra Sundet til Kalveboderne og blokeredes til søs af de forenede flåder, men da Amager ikke var besat af de kongelige tropper, måtte belejringen blive langvarig. I København var grev Christoffer og hertug Albrecht indespærrede med de sidste rester af deres tropper. Christian sendte under belejringen mad ind til Albrecht og hans hustru, der under belejringen fødte en søn. Mens belejringen af København fandt sted, tog hertug Christian imod Skånelandenes adel i sin lejr uden for staden, og han lovede, at han ved sin kroning ville bekræfte adelens privilegier, hvorefter han blev hyldet som konge på Skånes landsting den 18. august 1535. Landskrone kapitulerede i oktober 1535.

## Magtskifte i Lübeck
I Lübeck var det krigslystne folkeparti efterhånden blevet svækket ved de mange nederlag. Det gamle patricierråd fik atter magten, og Jørgen Wullenwever måtte nedlægge sit embede. Foreløbig fortsattes dog krigen, men med stor lunkenhed, og i vinterens løb åbnedes der forhandlinger, der endelig førte til Freden i Hamborg i februar 1536, hvor Lübeck anerkendte Christian III som konge mod at få sine privilegier stadfæstede. Beskeden herom fik snart følger for de tilbageværende oprørere.
I efteråret og vinteren havde Landskrone, Krogen og Kalundborg overgivet sig, Malmø kapitulerede i april, og kun Varberg og København holdt stand, da de håbede på hjælp fra pfalzgreve Frederik. Denne fyrste havde ægtet Christian IIs datter Dorothea, og da kejser Karl V lovede ham bistand til at gøre sine rettigheder gældende, var situationen ikke uden fare for Christian III. Det gjaldt derfor om at skynde sig. Nederlænderne fik ordre til at udruste en flåde, men deres vrangvilje og en krig, der 1536 udbrød mellem Karl V og Frants I af Frankrig, hvori Christian III deltog ved et indfald i Groningen, forhindrede foreløbig dens afsejling, og da den endelig lå sejlklar, var det for sent.

## Modstandernes sidste bastion falder
København var nu blevet fuldstændig afspærret, men uagtet at Varberg var erobret, og der herskede megen nød i byen, ville dog fyrsterne og det lille krigsparti, der lededes af borgmesteren Ambrosius Bogbinder, ikke høre tale om overgivelse og dæmpede borgernes modstand med våbenmagt. Først da alle forråd var spiste, og hjælpen stadig udeblev, overgav byen sig den 29. juli 1536. Hertug Albrecht og greven frasagde sig alle krav på den danske trone og fik efterfølgende tilladelse til at drage bort med deres folk, og borgerne opnåede næsten almindelig amnesti. Byen fik sine gamle privilegier bekræftet.
Efter indtoget i København blev natten til den 12. august ærkebiskoppen Torben Bille sammen med to andre biskopper, som befandt sig i staden på daværende tidpunkt, arresterede. Også rigets øvrige biskopper rundt om i landet blev arresterede. Kongen indkaldte til en herredag i København den 20. oktober 1536, og under denne blev det besluttet, at biskopperne skulle afsættes og deres gods skulle inddrages og overdrages Kronen. Domkapitlerne og klostrene fik tilladelse til at fortsætte deres virksomhed, indtil at de blev reformeret. Klostrenes munke måtte forlade klostrene, men hvis de valgte at forblive i landet, skulle de prædike evangelske tekster. Christian III krævede tillige, at rigsråderne skulle love, at ingen fremtidig biskop måtte udøve verdslig magt i Danmark. Endvidere krævede han, at syv rigsråder, som alle var skåninger, skulle underskrive særlige forpligtelsebreve, hvori de svor kongen troskab. Dette på grund af at den skånske adel havde byttet side under fejden.

## Betydning
Krigen var således endt. Den havde dels været et mislykket forsøg fra Lübecks side på at genvinde sin fordums magtstilling i Norden, dels de uprivilegerede stænders sidste fortvivlede kamp mod de højere, for størstedelen endnu katolske stænder (bisperne og mange adelige). Borgerne og bønderne var ganske vist blevet overvundne, men ikke af adelen. Det var kong Christians tyske feltherre og tyske landsknægte, der havde knust modstanden og genoprettet retstilstande, og resultatet viste sig snart. Thi kongens sejr medførte den gamle katolske kirkes endegyldige fald. Efter samråd med de højere officerer og sine tyske samt enkelte danske rådgivere lod Christian 3. i august de i byen værende katolske bisper fængsle, og under et stærkt tryk måtte rigsrådet udstede en erklæring, hvori det godkendte det skete og lovede ikke at modsætte sig den evangeliske lære. Reformationens indførelse forberedtes således ved et kongeligt tiltag. På den snart følgende rigsdag i København i oktober 1536 viste det sig også, at kongen var den egentlige sejrherre, thi den håndfæstning, der udstedtes her, udvidede hans magt på flere punkter.
Norge havde under hele krigen holdt sig i baggrunden. Vel havde den katolske ærkebiskop Olav Engelbrektsson søgt at frigøre landet fra dets danske afhængighed, men dels optrådte han meget svagt men selvrådende, dels forholdt befolkningen sig ganske rolig, og i håndfæstningen bestemtes det nu, at Norge for fremtiden skulle være »som et ledemod af Danmarks rige«. Formelt gik derved Norges selvstændighed til grunde, men reelt blev Norge også fremover regeret som et eget rige, der blot havde konge fælles med Danmark. På samme rigsdag afskaffedes ved recessen af 30. oktober 1536 den katolske bispeværdighed, og Reformationen gennemførtes.
Efter herredagen virkede Christian III for at organisere en fyrstestyret national kirke, som stod selvstændig i forhold til pavestolen i Rom og den katolske kirke. En ny kirkeordning blev udarbejdet på kongens foranledning i 1537 og kunne gennemføres i sin endelige form i 1539. Biskopperne blev erstattede som stiftsledere af superintendenter (en titel som dog blev kortvarig og snart gik man tilbage til benævnelsen biskop). De skulle udnævnes af kongen, og de måtte ikke tjene nogle større indkomster. Sognepræsterne pålagdes at prædika evangeliet, og menigheden skulle opdrages i den evangeliske tro. Undervisning i katekismen blev indført for børn og blev forestået af klokkerne. Dermed var reformationen blevet fuldt ud gennemført i Danmark.
Således fik Danmark en retmæssig konge, afskaffet biskoppers misregimente, adelen sat på plads og fastlagt fremtidens tro. Fælles fjender bevirkede, at den dansk-norske og den svenske konge for en tid kunne finde grundlag for et samarbejde. Dette blev formaliseret ved aftalen i Brømsebro 1541.